# Constantino Paleólogo (filho de Andrônico II)
Constantino Ducas Comneno Paleólogo (em grego: Κωνσταντῖνος Δούκας Κομνηνός Παλαιολόγος; 1278–1335 (57 anos)) foi um príncipe bizantino da dinastia paleóloga que recebeu o título de déspota e serviu ainda como governador provincial. Ele era o segundo filho do imperador Andrônico II Paleólogo (r. 1282–1328) com sua esposa, imperatriz Ana da Hungria. Nascido em algum momento entre 1278 e 1281, Constantino era um porfirogênito, pois seu pai já reinava como co-imperador com Miguel VIII Paleólogo; seus sinetes confirmam que era chamado assim. Em 1294, foi nomeado déspota, o mais alto título cortesão do império, por ocasião de seu casamento com Eudóxia, filha do poderoso Teodoro Muzalon.
Em 1305, Constantino lutou na desastrosa Batalha de Apros contra a Companhia Catalã. Em 1317, interceptou sua meia-irmã, Simonida, a rainha-consorte da Sérvia, que desejava se retirar para um convento depois da morte da mãe dela, Irene de Monferrato, e a entregou para os sérvios. Por volta da mesma época, casou-se novamente, de novo com uma Eudóxia, dita "Neocesareitissa", mas ambos os casamentos foram sem filhos. Ele teve um filho ilegítimo, Miguel Cátaro, com uma serva de sua esposa chamada "Cátara". Em 1319, Constantino serviu como governador de Avlona e, entre 1321 e 1322, da Tessalônica. Estava nesta função quando irrompeu a guerra civil. Em 1322, foi aprisionado por seu sobrinho, o jovem Andrônico III Paleólogo, em Didimoteico, e forçado a tornar-se monge, com o nome monástico de Calisto. Morreu entre 1334 e 1335.